# New Era Publication
New Era Publication (NEPC) ist eine Verlagsgruppe mit Sitz in Windhoek, der Hauptstadt Namibias. Es handelt sich um ein staatliches Unternehmen, das dem Ministerium für Information und Kommunikationstechnologie untersteht. Die Rechtsgrundlage des Unternehmens bildet das New Era Publication Corporation Act aus dem Jahr 1992.
New Era Publication verlegt derzeit (Stand August 2022) eine Tageszeitung. Die englischsprachige New Era erscheint mit einer Auflage von etwa 9000 Exemplaren. Die Wochenzeitung Kundana in Oshivambo wurde Anfang der 2020er Jahre eingestellt. Die New Era gilt trotz ihrer Verbindung zum namibischen Staat als unabhängig.